# Mănăstirea Popăuți
Mănăstirea Popăuți este o mănăstire de călugări amplasată în municipiul Botoșani, pe Str. Ștefan cel Mare nr. 41, în apropierea gării. Ea a fost ctitorită în anul 1496 de către voievodul Ștefan cel Mare (1457-1504).
Ansamblul Mănăstirii Popăuți a fost inclus pe Lista monumentelor istorice din județul Botoșani din anul 2015, având codul de clasificare BT-II-a-A-01929 și fiind alcătuit din următoarele 2 obiective:
- Biserica "Sf. Nicolae"-Popăuți - datând din anul 1496, având codul BT-II-m-A-01929.01
- Turnul clopotniță - datând din 1496, având codul BT-II-m-A-01929.02

## Istoric

### Construirea bisericii
Biserica „Sf. Nicolae”-Popăuți a fost zidită în anul 1496 ca biserică de mir, fiind ctitorită de către Ștefan cel Mare pe "moșie domnească din hotarul târgului" Botoșanilor, în zona denumită Popăuți din nord-vestul orașului. Ea prezintă mai multe asemănări cu alte biserici orășenești zidite la sfârșitul domniei voievodului moldovean, și anume cu Biserica "Sf. Nicolae" din Dorohoi și cu Biserica "Sf. Gheorghe" din Hârlău. Construcția a fost finalizată la 30 septembrie 1496.
Pe fațada nordică a pronaosului, lângă portalul intrării originale, se află o pisanie în limba slavonă pe care sunt înscrise următoarele: „Io Ștefan Voievod, din mila lui Dumnezeu Domn al Țării Moldovei, fiul lui Bogdan Voievod, a zidit această casă întru numele celui între sfinți părintele nostru arhiereul și făcătorul de minuni Nicolae, în anul 7004, iar al domniei sale al patruzecilea curgător, luna septembrie, 30”.
Biserica făcea parte dintr-un ansamblu fortificat, care mai cuprindea un palat domnesc și un turn clopotniță. În palatul domnesc de lângă biserică poposea Ștefan cel Mare în drumul său spre Curtea domnească din Hârlău. Conform cronicilor, la 22 iulie 1518 a ajuns aici și domnitorul Petru Rareș. În cursul secolului al XVI-lea, biserica a suferit mai multe modificări. Abia în anul 1626 s-a format satul Popăuți, până atunci biserica aflându-se în mijlocul codrilor Botoșanilor.

### Mănăstire de călugări
În anul 1750, domnitorul Constantin Racoviță (1749-1753 și 1756-1757) a transformat Biserica Popăuți în mănăstire de călugări. În acel document se menționează că "biserica de piatră ce este la Tătărași, la ocolul Botoșanilor, făcută din temelie de fericitul Ștefan vodă, fiind foarte frumoasă, din primejdioasele vremi de mai dinainte și din nepurtare de grije stricîndu-se une și altele, au rămas goală de tot. Iar acum, prea înălțatul nostru domn, socotind cu milă către patria sa, au pus la cale și la mai bună stare și biserica aceasta, de au făcut-o mănăstire".
Ca urmare a faptului că biserica "după trecere vremilor rămîind descoperită și surpată de zidirile ei", doamna Ana, soția lui Mihai Racoviță și mama lui Constantin Racoviță "au înnoit-o de iznoavă (...) și au împodobit-o cu veșminte". Cu acest prilej a fost construit un zid de piatră care înconjura incinta, au fost înălțate chilii și s-a împodobit bsierica. Mai mulți domnitori au înzestrat mănăstirea cu moșii, printre care menționăm următoarele: jumătate din moșia Tătărași (1748, Grigore II Ghica), cealaltă jumătate a moșiei Tătărași (1751, Constantin Racoviță), moșia târgului Botoșani și izlazul cumpărat de la familia Cantacuzino (1753, Constantin Racoviță), Cișmea, Răchiți etc.
În anul 1753, domnitorul Constantin Racoviță a închinat Mănăstirea Popăuți către Patriarhia Antiohiei, aici instalându-se călugări greci. Hotarele mănăstirii au fost întărite prin actele lui Grigore III Ghica (1776), Alexandru I Mavrocordat (1783) și Alexandru Moruzi (1803). Moșiile mănăstirii, împreună cu iazurile și viile, sunt arendate de către stareții Popăuților, aducând mari venituri călugărilor greci. Printre stareții mănăstirii din secolul al XIX-lea menționăm pe arhimandritul grec Inochentie care a devenit în anul 1820 mitropolit de Ilicopoleos  și pe ieromonahul Iosif Gheorghian (1864), viitor mitropolit-primat al Bisericii Ortodoxe Române. În perioada administrării mănăstirii de către călugării greci s-a refăcut pictura murală originală în tehnica „a secco” (tempera), a fost adăugat un amvon baroc fixat în peretele nordic al naosului și un cafas în pronaos.
Legea secularizării averilor mănăstirești din 1863 a dus la deposedarea mănăstirii de moșiile deținute, iar Mănăstirea Popăuți a devenit biserică de mir. Pe rând, proprietățile fostei mănăstiri sunt cedate de Primăria orașului Botoșani către diverse instituții: casele egumenești sunt date armatei în 1868, livada este preluată de către Compania Căilor Ferate în 1870 etc.

### Reparații
Reducerea mănăstirii la rangul de biserică de mir a avut efecte negative asupra ansamblului monahal. Biserica s-a deteriorat, fiind acoperită cu tablă în 1891. Cu toate acestea, deteriorarea bisericii se accentuează și ca urmare a faptului că la 12 mai 1897 s-a prăbușit jumătatea superioară a catapetesmei, Protoieria Botoșani decide la data de 15 iulie 1897 închiderea bisericii, întrucât ajunsese într-o stare critică de conservare.
Biserica "Sf. Nicolae" și turnul clopotniță sunt practic salvate prin declararea lor în anul 1897 ca monumente istorice, statul român preluând sarcina de restaurare a lor. La începutul secolului al XX-lea (1898-1908), biserica a fost restaurată din inițiativa Comisiunii Monumentelor Istorice. Lucrările de restaurare a bisericii au fost conduse de arhitectul Constantin Băicoianu și finalizate în 1908. În urma acestor lucrări a fost modificată înfățișarea originală a monumentului prin placarea zidăriei originale cu o serie de elemente decorative precum cărămida smălțuită, discurile ceramice, cărămida arsă, într-un parament total nou, cu forme geometrice. Cu această ocazie a fost zidită ușa de pe latura nordică a pronaosului și a fost ridicat artificial cu circa 30 – 50 cm nivelul pavimentului interior și al trotuarului exterior. Turnul clopotniță a fost reparat în 1908.
Mai mulți specialiști (P. Gârboviceanu, Grigore Ionescu, Cesare Brandi, Eugenia Greceanu, Gheorghe Curinschi Vorona, Carmen-Cecilia Solomonea) au criticat lucrările de restaurare executate de Constantin Băicoianu, considerând că acestea au fost realizate prin ignorarea totală a concepției medievale a monumentului, rezultând astfel un monument cu o imagine exterioară nouă, străină originalului.
În perioada 1926-1927 au fost realizate lucrări de restaurare a picturii murale în interiorul bisericii de către pictorii Ștefan Stroyni și V. Gallin, sub coordonarea lui I. Mihail, pictor specialist al Comisiunii Monumentelor Istorice. Aceste intervenții nu au păstrat decât parțial asocierea cu materialele și stilul original. Unele fresce au fost spălate și s-a pierdut astfel coloritul viu, de epocă. La 2 octombrie 1927 biserica a fost redeschisă, cu acest prilej fiind celebrată o slujbă religioasă, săvârșită de patriarhul Miron Cristea.
În anul 1928, în curtea fostei mănăstiri, a fost înființat un muzeu de către preotul iconom Al. Simionescu, protopop de Botoșani.
În anul 1991, mitropolitul Daniel Ciobotea al Moldovei și Bucovinei a reînființat Mănăstirea Popăuți, care a fost populată cu călugări abia în 1996.
Biserica a fost degradată în decursul timpului ca urmare a factorilor naturali (condițiile speciale de climă) și a intervențiilor umane necorespunzătoare. La începutul secolului al XXi-lea au fost începute o serie de lucrări de restaurare ale bisericii monument istoric. După finalizarea cercetării arheologice (2000-2001), nivelurile pavimentului bisericii și al trotuarului exterior au fost coborâte la nivelul original.
În perioada 2001-2002 s-au executat lucrări de conservare și restaurare a picturii murale de pe pereții naosului în cadrul unui proiect de cercetare inițiat de MLPTL, în colaborare cu Institutul de Cercetare PROCEMA din București. Intervențiile de conservare și restaurare a picturii murale au constat în următoarele: îndepărtarea reparațiilor cu diverse tipuri de mortare, injectare de adezivi minerali în zonele care prezentau desprinderi ale stratului de preparație, stoparea biodegradării, înlăturarea depunerilor groase de praf și fum de pe suprafețele pictate, îndepărtarea repictărilor din secolele XVIII-XIX și parțial din secolul XX, curățirea în etape a stratului pictural original, consolidarea și stabilizarea stratului de culoare și aplicarea unui tratament de dezinfecție cu scop preventiv.

## Descrierea bisericii

### Arhitectură
Biserica din Popăuți este construită în stilul moldovenesc, acest lucru fiind vizibil atât în planul și dispunerea încăperilor bisericii, cât și în sistemul de construcție a turlei naosului și a decorațiunilor exterioare.
Biserica este zidită din piatră, în formă de cruce. Zidurile sale au grosime de peste un metru. Intrarea în biserică se face acum prin ușa cu ancadramente gotice aflată pe partea de sud a pronaosului. Inițial mai era și o ușă pe latura nordică a pronaosului, dar aceasta a fost zidită la începutul secolului al XX-lea. Biserica are patru ferestre.
Pe exterior, biserica are fațada din cărămidă roșie netencuită. Partea inferioară a fațadei este acoperită cu piatră fasonată dispusă geometric, iar colțurile clădirii și contraforturile sunt executate din blocuri masive de piatră. Biserica are două rânduri de ocnițe în dreptul pronaosului, cele din partea inferioară fiind mai mari decât cele din partea superioară, iar pe abside sunt situate firide alungite, având deasupra un rând de ocnițe mici asemănătoare cu cele de pe fațada pronaosului. Deasupra ocnițelor mari de pe pronaos și a firidelor alungite de pe abside sunt mici ochiuri unde au fost amplasate discuri de ceramică smălțuită. De asemenea, și sub cornișă se află un brâu de discuri ceramice colorate.
Turla bisericii are o formă poligonală pe exterior și cilindrică pe interior. Ea se sprijină pe acoperișul naosului prin două baze stelate. Are patru ferestre dispuse în punctele cardinale și mici contraforturi pe diagonale. Pe laturile turlei se află un rând de firide alungite, două rânduri de ocnițe și un brâu de discuri de ceramică smălțuită.
Biserica este compartimentată în interior în trei încăperi: pronaos, naos și altar. Pronaosul este de formă dreptunghiulară și supralărgit, fiind iluminat de o ferestră în stil gotic dispusă pe latura de vest. El are la partea superioară o boltă semisferică. Între pronaos și naos era un zid care a fost demolat în secolul al XVIII-lea , cu această ocazie fiind distrus și tabloul votiv. Intrarea făcându-se astăzi pe sub o arcadă sprijinită pe doi stâlpi marginali mari, fixați în ziduri. Naosul are două ferestre mici cu ancadramente gotice pe absidele laterale semicirculare. Deasupra naosului se află o turlă înaltă, cilindrică pe interior și poligonală pe exterior, și care se sprijină pe două rânduri de pandantivi în stilul tradițional moldovenesc. Catapeteasma este din lemn și datează din epoca lui Constantin Racoviță. Prin dispunerea sa avansată au fost create cele două nișe: proscomidiarul și diaconiconul. Altarul are o absidă estică cu o semicalotă impunătoare și o fereastră în arc frânt dispusă în axul absidei estice.

### Iconografie
Pictura interioară a bisericii datează din secolul al XV-lea, ea păstrându-se numai parțial până în zilele noastre. În pronaos se află un ciclu de scene dedicate patronului bisericii, Sf. Nicolae, și Sinoadele Ecumenice. Pereții naosului sunt decorați cu scene din Ciclul patimilor, care se remarcă prin dimensiuni și prin impactul cromatic, deosebit de rafinat. Deasupra acestor scene se află medalioane în care sunt pictați martiri și ierarhi, seoarate printr-o bandă cu elemente decorative florale aurite. În semicalotele absidelor laterale sunt pictate două scene importante: „Coborârea Sfântului Duh” și „Înălțarea Domnului”. Pe pereții turlei sunt reprezentate Cetele Îngerești suprapuse pe două registre. Bolta altarului este dominată de „Maica Domnului cu pruncul pe tron însoțită de patru arhangheli”, sub care se derulează scenele „Patimilor”, iar la baza absidei Sfinții Ierarhi.
Singurele picturi originale păstrate sunt capetele lui Iisus și al îngerului din altar, scene din Ciclul patimilor pictate pe absidele naosului și bustul unui profet de pe peretele nordic al pronaosului. Celelalte picturi au fost refăcute în secolul al XIX-lea. Tabloul votiv, aflat pe peretele despărțitor dintre pronaos și naos, a dispărut în secolul al XVIII-lea.
În anul 2002 a fost realizată o expertiză tehnică a picturii din biserica Mănăstirii Popăuți, constatându-se o degradare a acesteia datorată acțiunilor defectuoase, a inacțiunii, nepăsării și/sau ignoranței personalului clerical însărcinat cu gestionarea mănăstirii de-a lungul timpului. Printre cauzele degradării erau următoarele:
- lipsa unei ventilații eficiente;
- izolarea precară a acoperișului, ferestrelor și ușilor;
- neefectuarea lucrărilor de hidroizolație;
- arderea lumânărilor și candelelor în interiorul bisericii etc.

Umiditatea excesivă a zidurilor și a tencuielilor interioare, combinată cu lipsa ventilației, au dus la apariția atacului biologic, a eflorescențelor și incrustațiilor saline. Astfel, stratul pictural, serios afectat de diversele intervenții de restaurare, s-a erodat și mai mult.
O nouă expertiză efectuată în 2004 a constatat unele progrese ca urmare a demersurilor întreprinse de coordonatorul lucrărilor de restaurare pe lângă autoritățile bisericești și anume: slujbele au început să se țină doar în noua biserică, construită la circa 100 m de biserica veche, s-a construit un spațiu exterior pentru arderea lumânărilor, au început să se realizeze lucrări de izolație termică și de hidroizolație.

### Necropolă
Săpăturile arheologice efectuate în interiorul bisericii au dus la descoperirea unei necropole boierești, aici fiind înmormântați, pe trei niveluri, peste 25 de oameni. După cum a declarat starețul Luca Diaconu al Mănăstirii Popăuți, "cele mai importante sunt persoanele din primul nivel. Este vorba despre un vornic din Botoșani, care a fost adus acasă din Țara de Jos, unde fusese mare vornic". Acesta a fost identificat de către prof. Sorin Ulea ca fiind Dragoș Boul. Piatra funerară (165 x 66/55 x 27 cm) a marelui vornic se află în bună stare de conservare, având câmpul împărțit în trei zone egale, decorate fiecare cu câte patru palmete în relief plat, și o inscripție marginală în limba slavonă cu următorul conținut: „Acest mormânt este al robului lui Dumnezeu Nurod, vornic de Botoșani, care s-a săvârșit – veșnica lui pomenire – la veșnicele lăcașuri în anul 7000” (1492).
În zonele sudică și vestică ale pronaosului au fost identificate în 2001 un număr total de 16 morminte, în diverse stadii de conservare/distrugere, dintre care 5 în amenajări funerare din zidărie și 11 în groapă simplă. Înmormântările au fost realizate în trei etape distincte: două înainte de construirea bisericii, iar celalte în decursul secolelor XVI-XVII și în a doua jumătate a
secolului al XVIII-lea, după fondarea mănăstirii. În extremitatea estică a decroșului absidei nordice se află un mormânt anterior momentului construirii bisericii, deoarece laba piciorului stâng al inhumatului este tăiată de zidurile bisericii.
Biserica a fost înconjurată de un cimitir medieval care a funcționat din momentul construirii acesteia și până către mijlocul secolului al XIX-lea. Mormintele au fost practicate în majoritate în gropi simple, existând un număr mare de morminte de copii mici. În morminte s-a găsit un inventar funerar format din piese numismatice care datează în principal din cursul secolului al XVI-lea. În zonele periferice ale necropolei au fost descoperite și monede din secolul al XVIII-lea. După constituirea mănăstirii în 1755, numărul înmormântărilor începe să se reducă.

## Alte construcții

### Turnul clopotniță

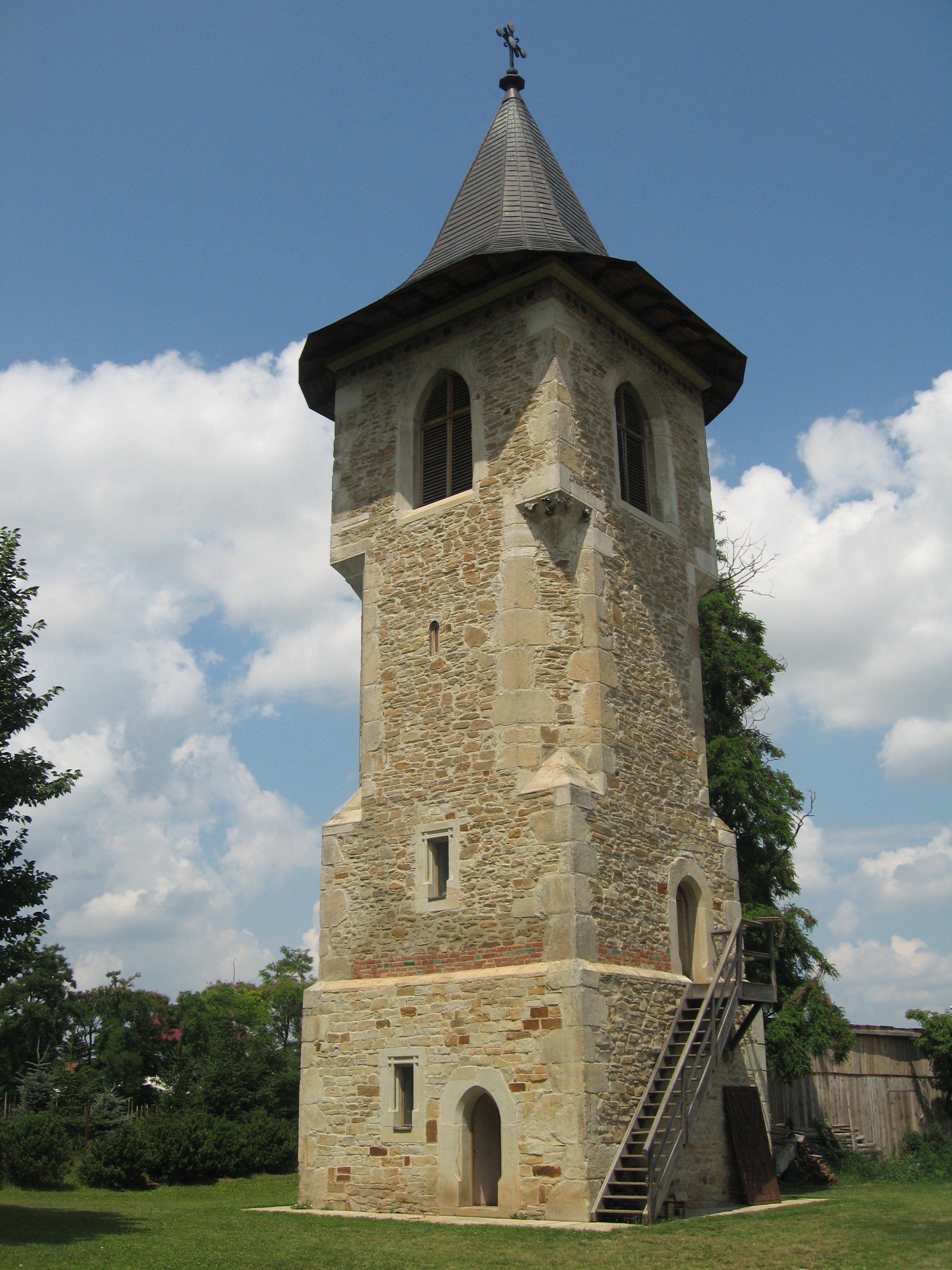
Turnul clopotniță al Mănăstirii Popăuți.

La nord-vest de clădirea bisericii se află amplasat un turn clopotniță de 17 metri înălțime, care datează din aceeași perioadă cu biserica. El este zidit din piatră brută, cioplită numai la colțuri și la chenarele ușilor și ferestrelor și are trei etaje și acoperiș de șindrilă. În exterior, turnul are formă pătrată în dreptul etajelor I și III și octogonală la cel de-al II-lea.
Turnul avea o multiplă funcționalitate, el servind și ca adăpost în caz de pericol. În acest sens, se putea urca la etajul întâi numai pe o scară exterioară care putea fi ridicată. La cel de-al treilea etaj se afla clopotnița, aici existând patru mari deschideri către cele patru puncte cardinale.
Turnul clopotniță de la Popăuți este, alături de turnul Tezarurului de la Mănăstirea Putna și de turnurile-clopotniță de la Mănăstirea Bistrița și de la Sf. Ioan Domnesc din Piatra Neamț, una dintre puținele construcții de acest gen păstrate din vremea lui Ștefan cel Mare.

### Biserica nouă
Muzeul din incinta mănăstirii, aflat în curtea complexului medieval Popăuți, a fost demolat în ultimul deceniu al secolului al XX-lea  și pe locul său a fost construită o biserică nouă cu hramul „Acoperământul Maicii Domnului”, în formă de navă și fără a avea turle. Zidul bisericii are 80 cm grosime, cu spații interioare de 33,5 m în lungime, 8,5 m lățime și 12 m la abside, 19 m înălțime.

### Alte clădiri
Pe lângă biserica veche și cea nouă și turnul clopotniță, mai există o clădire ce adăpostește stăreția și chiliile monahilor. În vechile clădiri ale Casei Egumenești s-a instalat Secția de boli contagioase a Spitalului Județean "Mavromati".

## Imagini

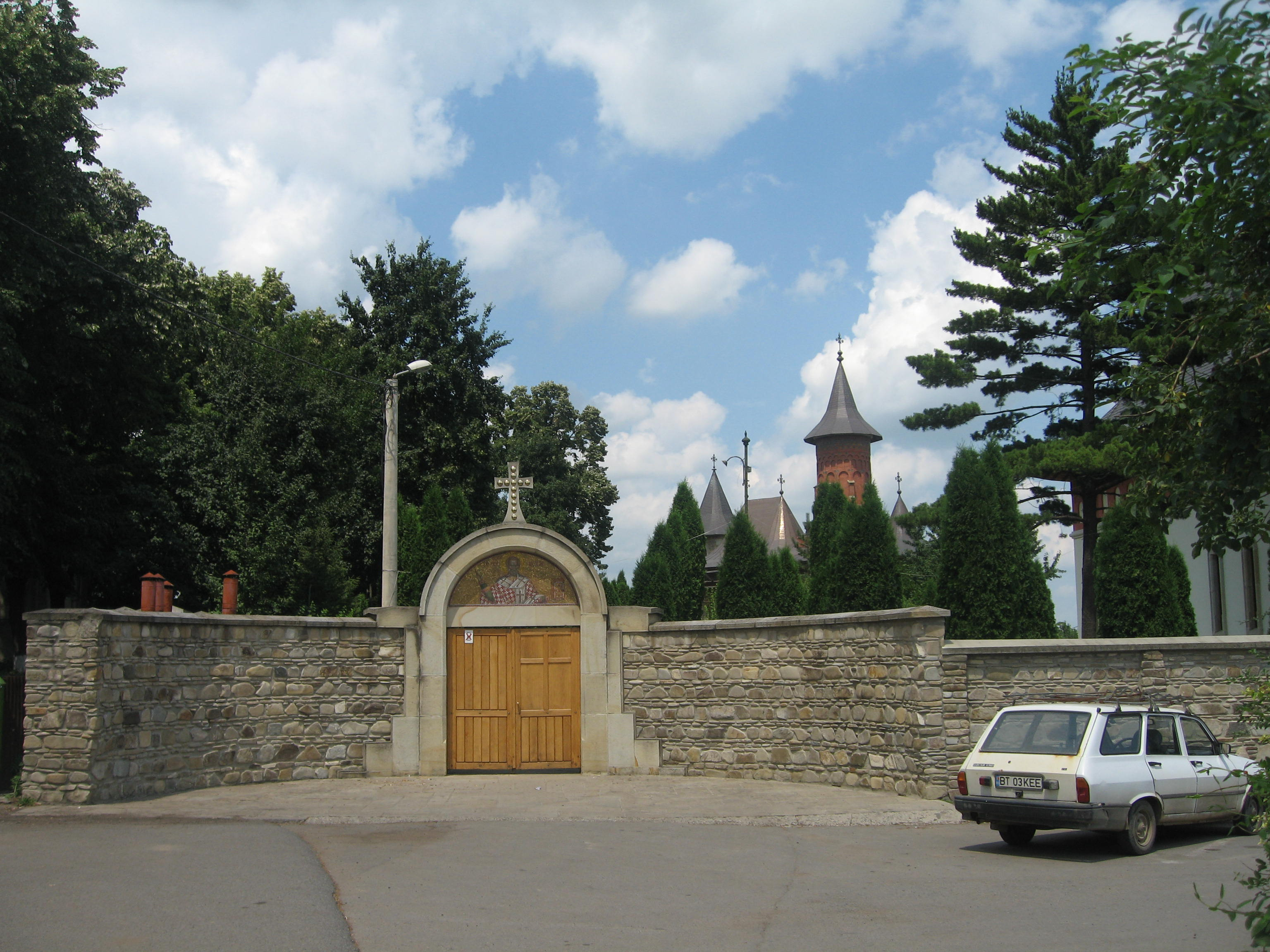
Intrarea în mănăstire
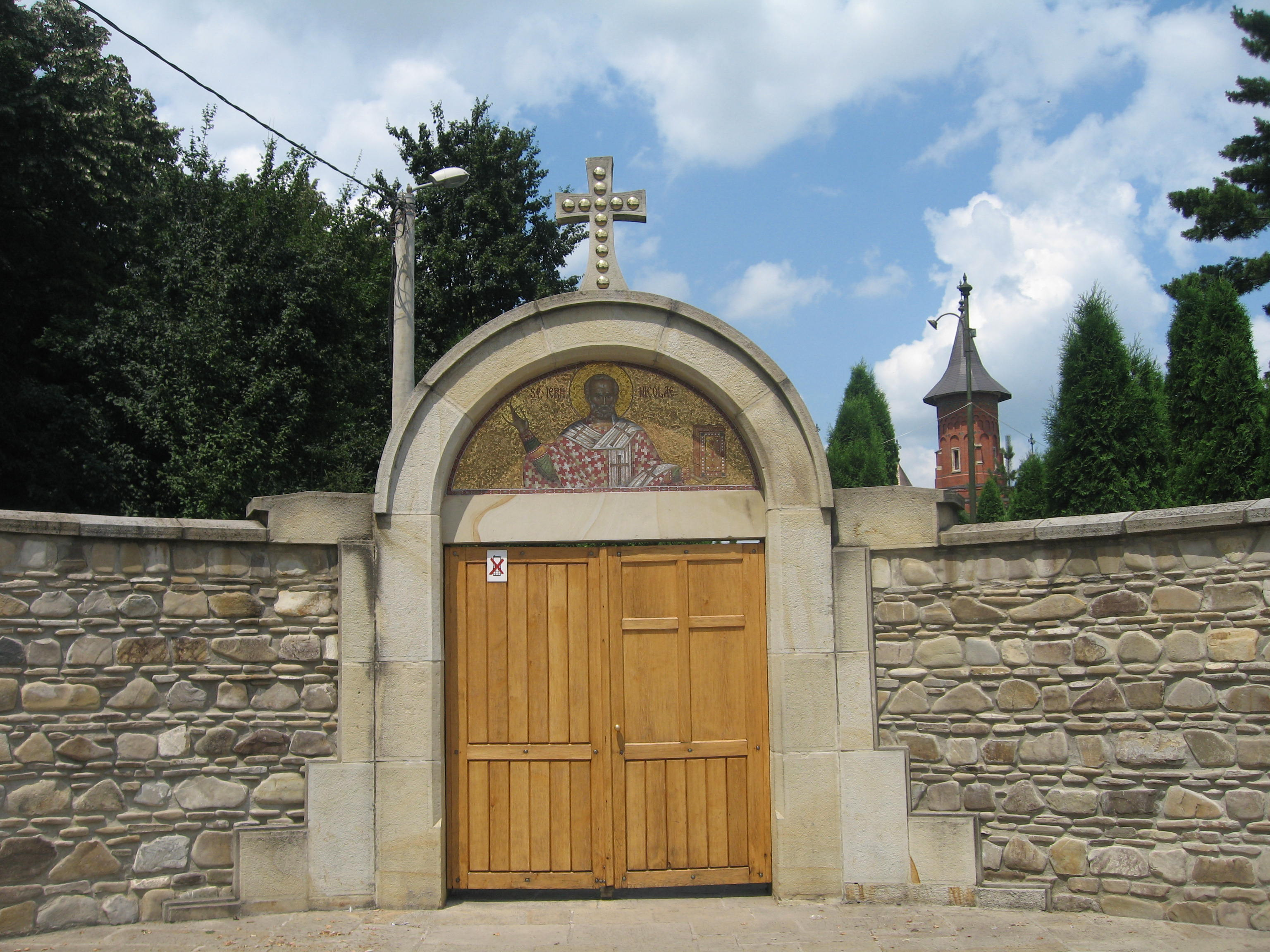
Poarta de intrare
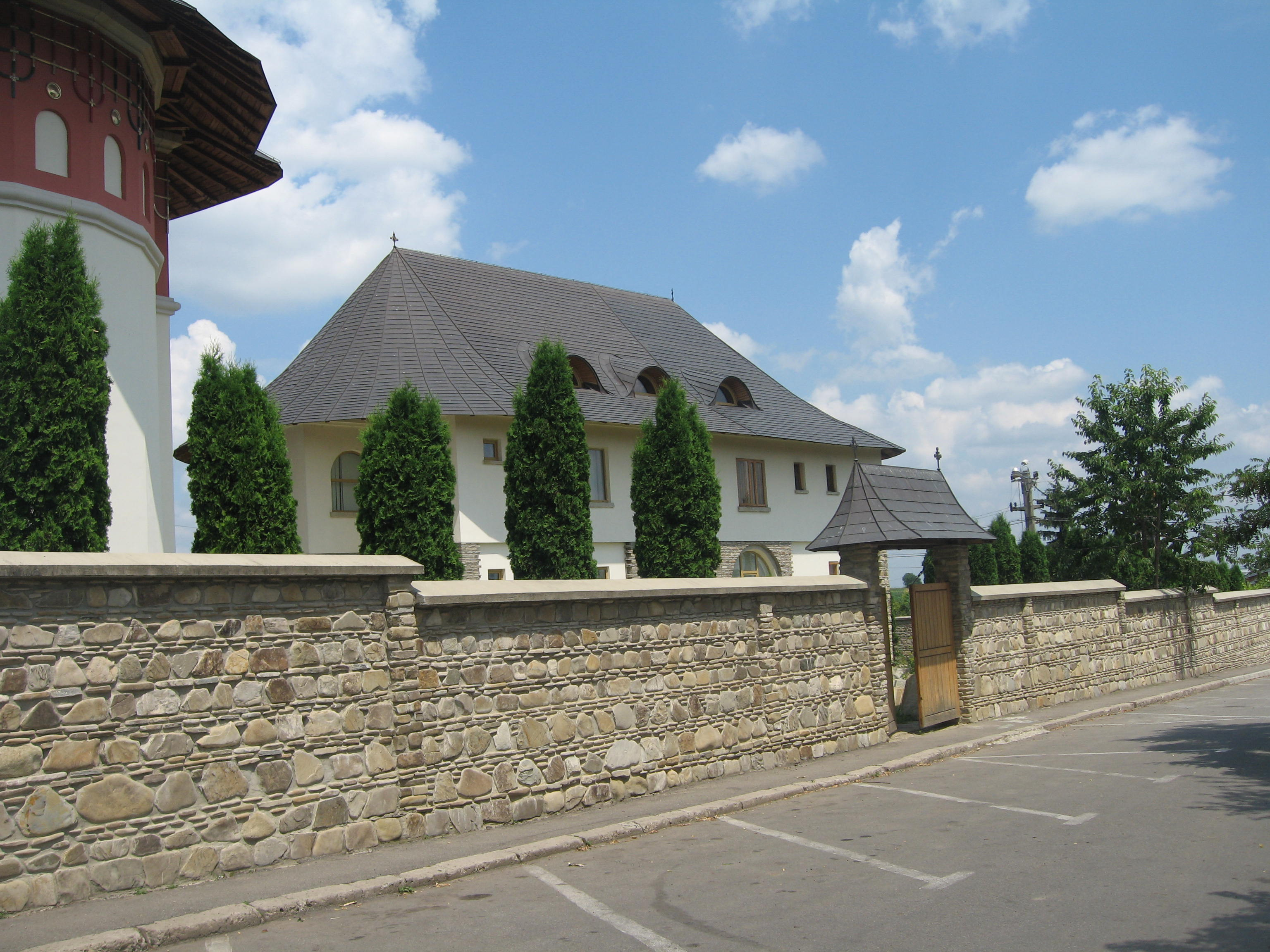
Intrarea în sectorul chiiilor
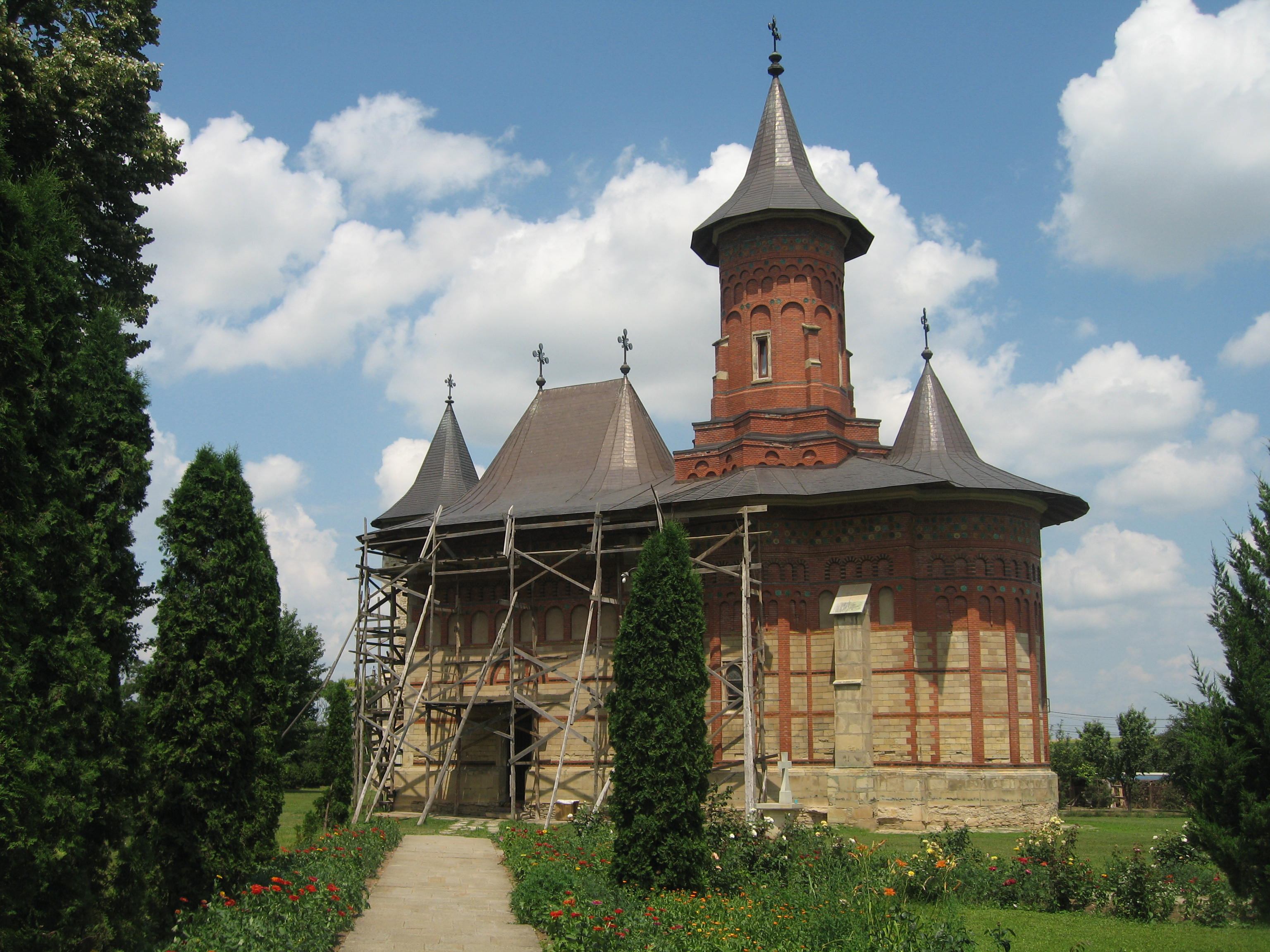
Biserica
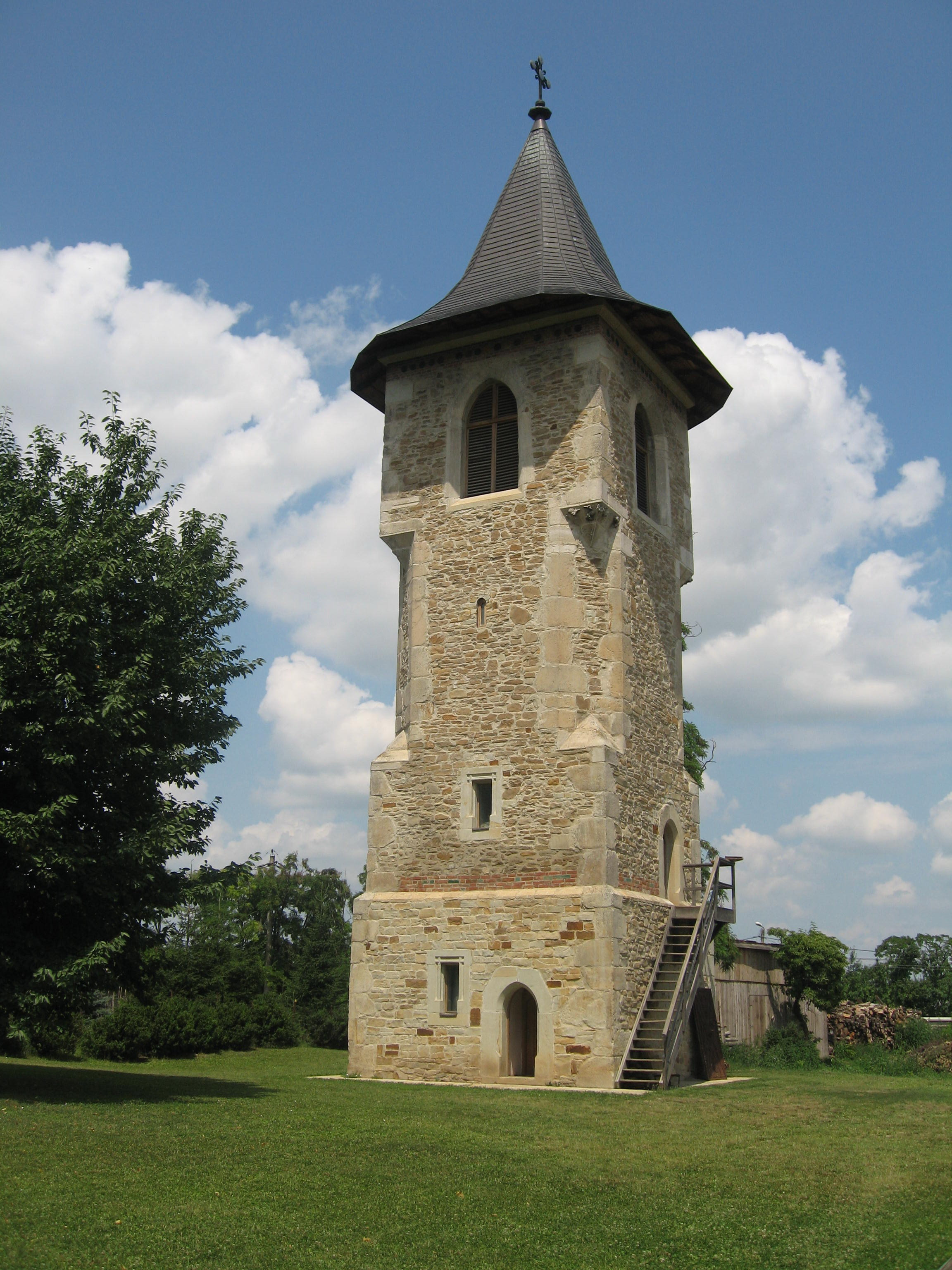
Turnul clopotniţă
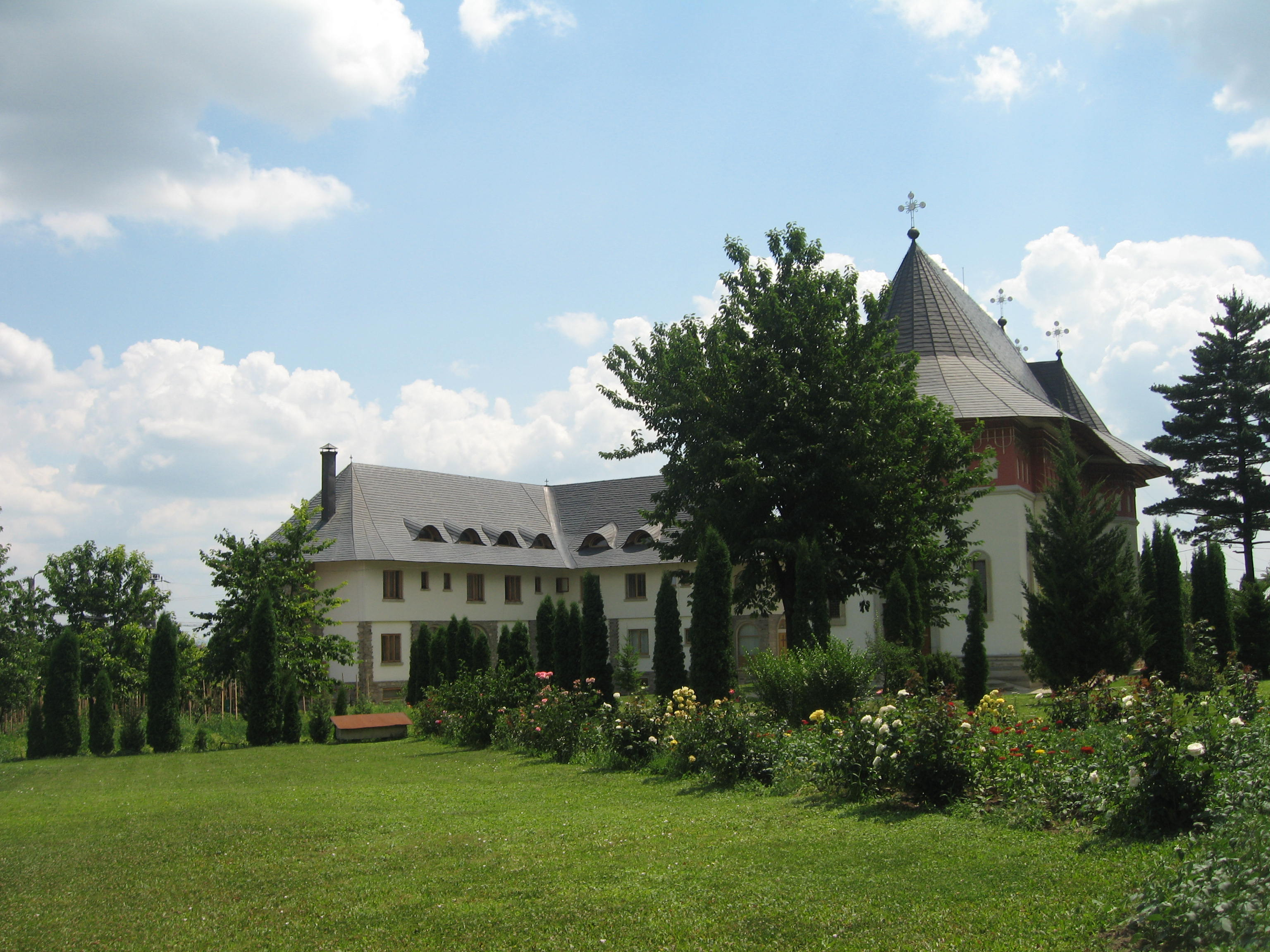
Biserica nouă şi corpul de chilii
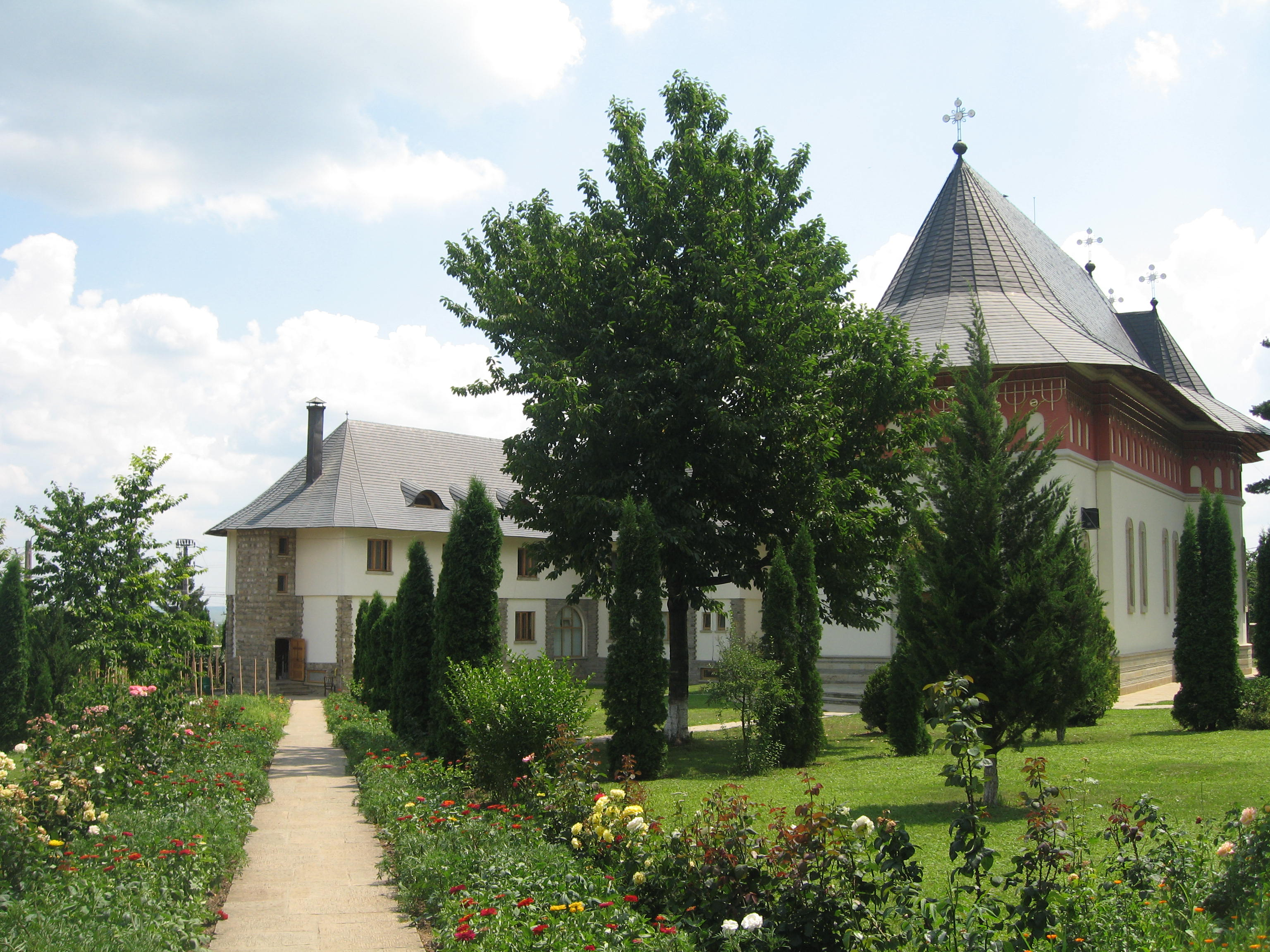
Biserica nouă şi corpul de chilii
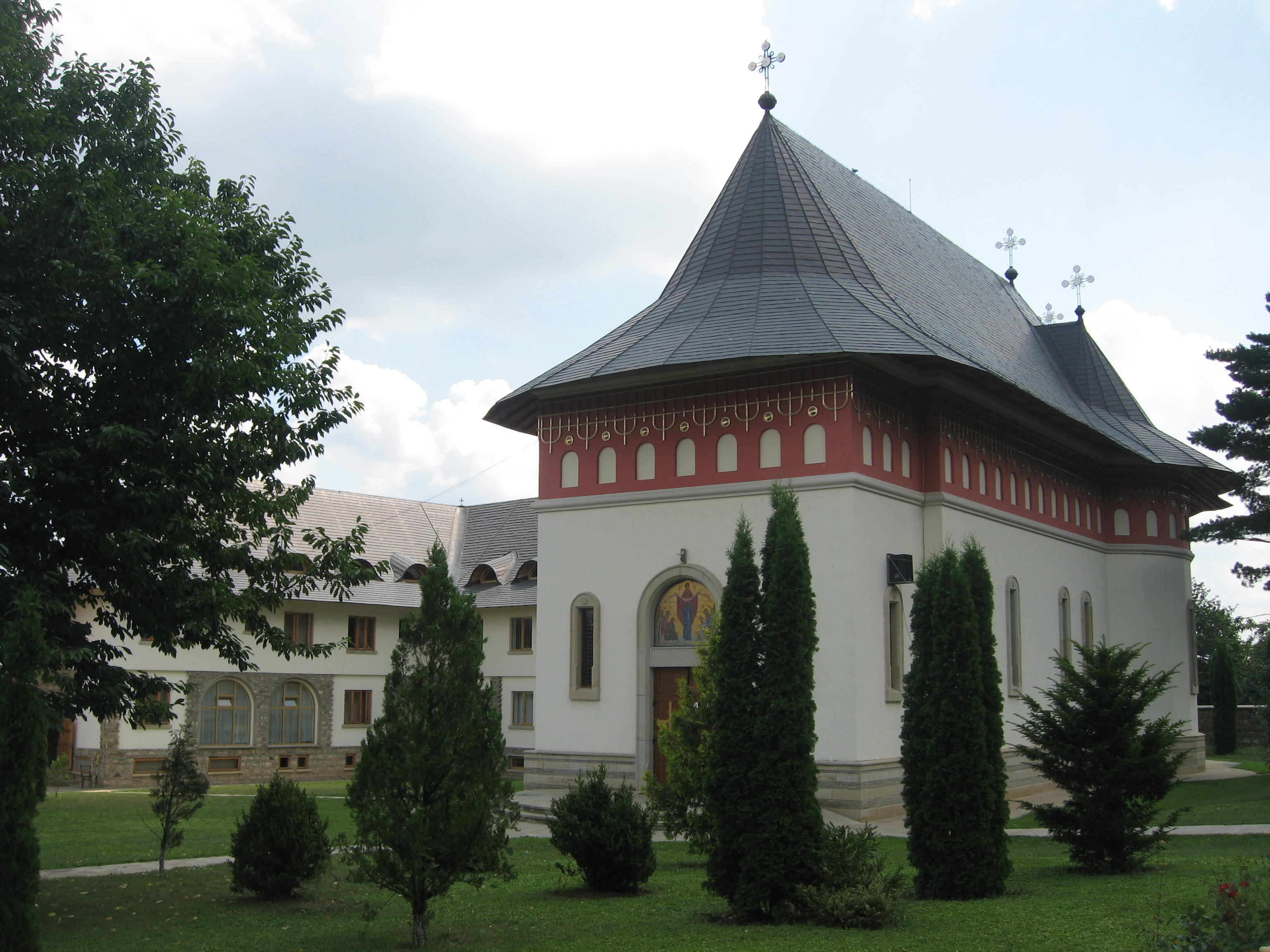
Biserica nouă